# Westerdykella multispora
Westerdykella multispora är en svampart som först beskrevs av Saito & Minoura ex Cain, och fick sitt nu gällande namn av Cejp & Milko 1964. Westerdykella multispora ingår i släktet Westerdykella och familjen Sporormiaceae.   Inga underarter finns listade i Catalogue of Life.